# تدمي الطبل
تَدَمِّي الطَّبْل (بالإنجليزية: Hemotympanum)‏ أو النزف بالأذن الوسطى (بالإنجليزية: Hematotympanum)‏ هيَ وجود دم في الجوف الطبلي في الأذن الوسطى، وعادةً ما يحدث نتيجةً لحدوث كسر في قاع الجُمجمة.